# Roger Pomerleau
Pour les articles homonymes, voir Pomerleau.
Roger Pomerleau (né le 7 juin 1947 et mort le 21 décembre 2023) est un attaché politique, charpentier-menuisier et homme politique fédéral du Québec.

## Biographie
Charpentier de carrière, Roger Pomerleau est né à Montréal. Il devient député du Bloc québécois dans la circonscription d'Anjou—Rivière-des-Prairies lors des élections de 1993 après avoir défait le député sortant et ancien maire Jean Corbeil du Parti progressiste-conservateur. Lors des élections de 1997, il perd son siège aux mains du libéral Yvon Charbonneau.
Il revient sur la scène politique en 2008, succédant à la députée sortante Pauline Picard dans la circonscription de Drummond.
Durant son premier mandat, il est porte-parole du Bloc québécois en matière de Ressources naturelles de 1994 à 1996, et de Finances de 1996 à 1997. Il a aussi été porte-parole en matière de Patrimoine canadien de 2008 à 2011. 